# Lamproscatella bimaculata
Lamproscatella bimaculata är en tvåvingeart som beskrevs av Friedrich Georg Hendel 1933. Lamproscatella bimaculata ingår i släktet Lamproscatella och familjen vattenflugor. Inga underarter finns listade i Catalogue of Life.